# Старогниличанское водохранилище
Старогниличанское водохранилище — небольшое русловое водохранилище на реке Гнилица (левый приток реки Северский Донец). Расположено в Чугуевском районе Харьковской области у сёл Ртищевка и Старая Гнилица. Водохранилище построено в 1974 году по проекту Харьковского филиала института «Укргипроводхоз». Назначение — орошение, рыборазведение, культурно-бытовые нужды. Вид регулирования — сезонное.

## Основные параметры водохранилища
- Нормальный подпорный уровень — 110,5 м;
- Форсированный подпорный уровень — 111,9 м;
- Полный объём — 2364000 м³;
- Полезный объём — 2,20 млн м³;
- Длина — 1,7 км;
- Средняя ширина — 0,277 км;
- Максимальные ширина — 0,50 км;
- Средняя глубина — 2,48 м;
- Максимальная глубина — 4,70 м.

## Основные гидрологические характеристики
- Площадь водосборного бассейна — 132 км².
- Годовой объём стока 50 % обеспеченности — 7250000 м³.
- Паводковый сток 50 % обеспеченности — 5260000 м³.
- Максимальный расход воды 1 % обеспеченности — 131 м³/с.

## Состав гидротехнических сооружений
- Глухая земляная плотина длиной — 598 м, высотой — 7,11 м, шириной — 10 м. Заделка верхового откоса — 1:8, низового откоса — 1:2,5.
- Шахтный водосброс из монолитного железобетона высотой — 4,5 м, размерами 2 (5,0×4,5) г.
- Водосбросный тоннель из монолитного железобетона размерами 4 (2,0×2,3) м, длиной — 28 м.
- Рекомендуемый водовыпуск из двух стальных труб диаметром 400 мм, оборудован защёлками.

## Использование водохранилища
Водохранилище было построено для орошения в совхозе «Репинская» Чугуевского района. В настоящее время забор воды для орошения осуществляется насосными станциями Харьковского межрайонного управления водного хозяйства.